# Gare de Fumal
La gare de Fumal est une ancienne gare ferroviaire belge de la ligne 127, de Landen à Statte, située à Fumal, section de la commune de Braives, dans la Province de Liège en Région wallonne.

## Situation ferroviaire
La gare de Fumal était située au point kilométrique (pk) 22,70 de la ligne 127, de Landen à Statte entre les gares de Fallais et de Huccorgne.

## Histoire
La ligne de Landen à Statte, construite par la Société anonyme du chemin de fer Hesbaye-Condroz, est inaugurée par les Chemins de fer de l'État belge le 22 novembre 1875. La station de Fumal est établie sur une berge de la rivière Mehaigne, au pied de la colline où se trouvent l'église et le château de Fumal. Un raccordement industriel partait de la gare.
La ligne de Landen à Statte ferme aux voyageurs en 1963 et le trafic des marchandises prend fin en 1982, la ligne restant conservée pour des raisons stratégiques avant d'être abandonnée en 1992. Les rails restent entretenus jusqu’en 1992 afin de pouvoir réutiliser cette ligne pour des raisons stratégiques. Elle est par la suite démantelée entre Landen et Moha, un RAVeL étant créé entre Landen et Huccorgne.
Le bâtiment de la gare a été démoli en 1975 ; un parking, une plaine de jeux et un terrain de sport occupent aujourd'hui le site. Un arrêt du bus TEC porte le nom de Fumal gare.

## Patrimoine ferroviaire
Le bâtiment des recettes correspondait au type standard de la compagnie Hesbaye-Condroz avec un haut corps de logis de largeur importante mais de faible longueur (une seule travée) sous toit en bâtière transversale, à laquelle est accolée une aile de service à toit plat ainsi qu'une aile longitudinale de cinq travées. Sa façade était entièrement réalisée en briques et plusieurs annexes (toilette, etc.) étaient bâties le long du quai principal.